# Страндир
Стра́ндир (исл. Strandir, дословно — «побережья»; исландское произношение: [ˈstrantɪr̥]) — физико-географический регион на восточном побережье полуострова Вестфирдир в Исландии, состоящий из фьордов и заливов расположенных между мысом Драунгснес на севере и мысом Сельауроддар на юге. Самая восточная точка Страндир — шхера Лейдарскер (исл. Leiðarsker) напротив мыса Бримснес. В административном плане Страндир целиком находится в регионе Вестфирдир.

## Физико-географическая характеристика
Географически этот регион охватывает все прибрежные земли на крайнем востоке большого полуострова Вестфирдир и омывается водами Гренландского моря. Площадь региона составляет около 3 500 км². Береговая линия очень сильно развита — её длина составляет около 230 км, что составляет 1/20 всей береговой линии острова Исландия. Внутреннюю часть региона покрывают плоские горные плато, с вершинами высотой до 714 м над уровнем моря (гора Бурфедль), отвесные стены которых ниспадают в океан. Северная часть Страндир начинается к востоку от ледника Драунгайёкюдль, где множество небольших ледниковых рек спускаются к фьордам.
Климат Страндира холоднее, чем остальная часть Исландии, из-за частых холодных ветров, дующих с севера.
На Страндире находится 17 фьордов и несколько заливов, иногда достигающих 15 км вглубь суши (Рейкьяр-фьорд).
Фьорды Страндира с севера на юг:
мыс Драунгснес (исл. Drangsnes) — северный предел
- Фюрю-фьорд (исл. Furufjörður)
- Таралаутюрс-фьорд (исл. Þaralátursfjörður)
- Рейкьяр-фьорд (исл. Reykjarfjörður nyrðri)
- Бьярднар-фьорд (исл. Bjarnarfjörður nyrðri)
- Эйвиндар-фьорд (исл. Eyvindarfjörður)
- Оувейгс-фьорд (исл. Ófeigsfjörður)
- Ингоульфс-фьорд (исл. Ingólfsfjörður)
- Нордюр-фьорд (исл. Norðurfjörður)
- Рейкьяр-фьорд (исл. Reykjarfjörður)
- Вейдилейсю-фьорд (исл. Veiðileysufjörður)
- Бьяднар-фьорд (исл. Bjarnarfjörður)
- Стейнгримс-фьорд (исл. Steingrímsfjörður)
- Кодла-фьорд (исл. Kollafjörður)
- Битрю-фьорд (исл. Bitrufjörður)
- Хрута-фьорд (исл. Hrútafjörður)
- Мид-фьорд (исл. Miðfjörður)
- Хуна-фьорд (исл. Húnafjörður)

мыс Сельауроддар (исл. Selároddar) — южный предел

## Геологическое строение
В геологическом плане Страндир является древним регионом и сложен базальтовыми породами возрастом около 16 миллионов лет. Большая часть гор на Страндир это потухшие вулканы с которых в результате ледниковой экзарации во время последнего ледникового периода был удалён слой вулканических пород толщиной от 1 до 3 км.

## Туристические достопримечательности
Страндир считается удаленным и труднодоступным, но в то же время демонстрирует привлекательный для туристов неповторимый исландский ландшафт: красивые древние фьорды и крутые скалы вокруг них, возвышающиеся на высоту более 700 метров. Есть много горных рек и озёр. Доступны круизы на небольших судах для наблюдения за китами или осмотра расположенного неподалёку природного заповедника Ходнстандир, к которому не ведет ни одна автомобильная дорога и отсутствуют человеческие поселения.
Дикая природа на Страндир отличается большим разнообразием птиц, которые обитают буквально повсюду, будь то побережья и морские скалы, долины или горные пустоши. Из-за своей крайней малонаселенности регион также является излюбленным местом обитания млекопитающих на суше (песцы) и на море (тюлени). Обитающие на Страндир песцы столь многочисленны, что время от времени выходят на дорогу, поэтому туристам рекомендуется проявлять осторожность при движении по этому региону.

## Галерея

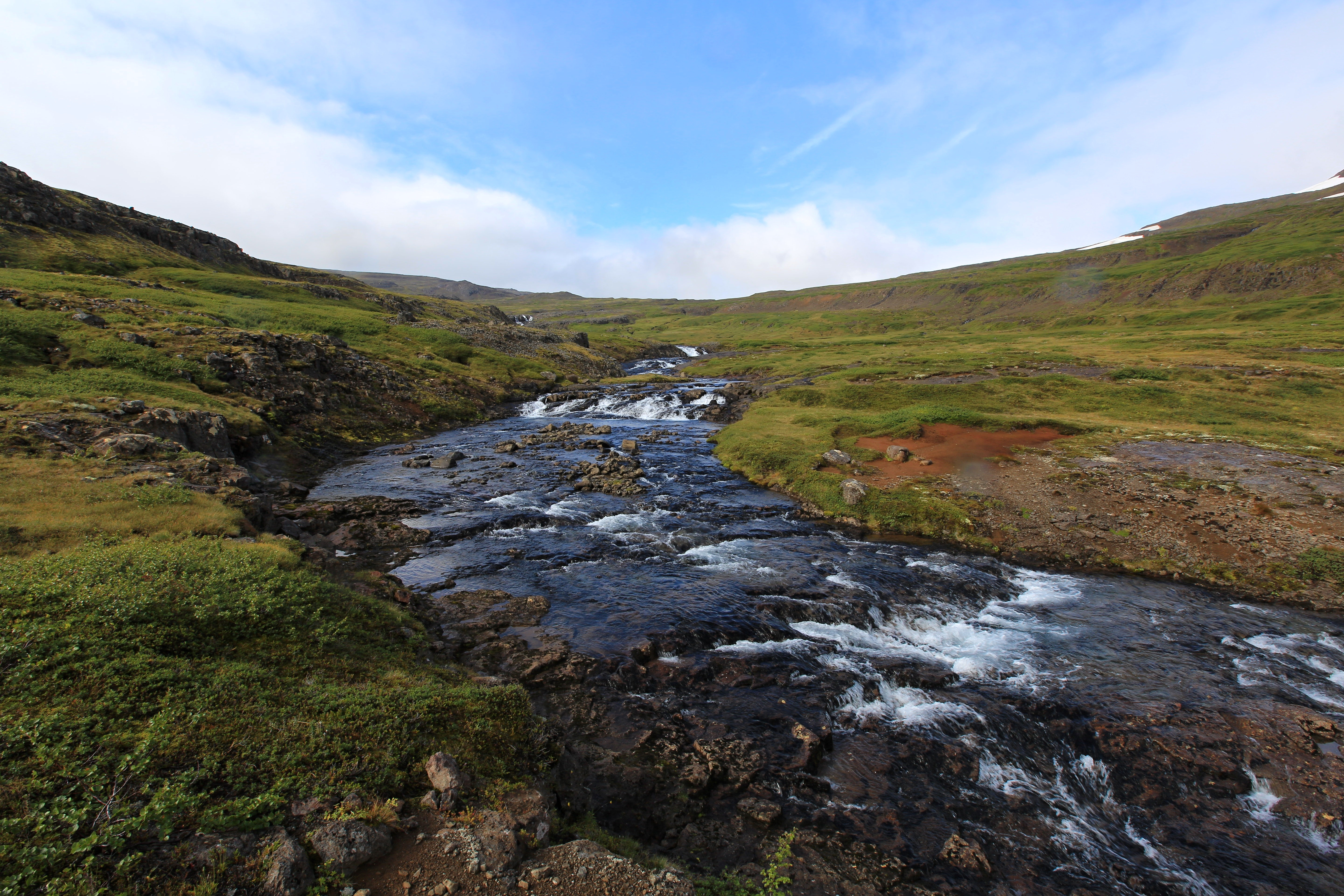
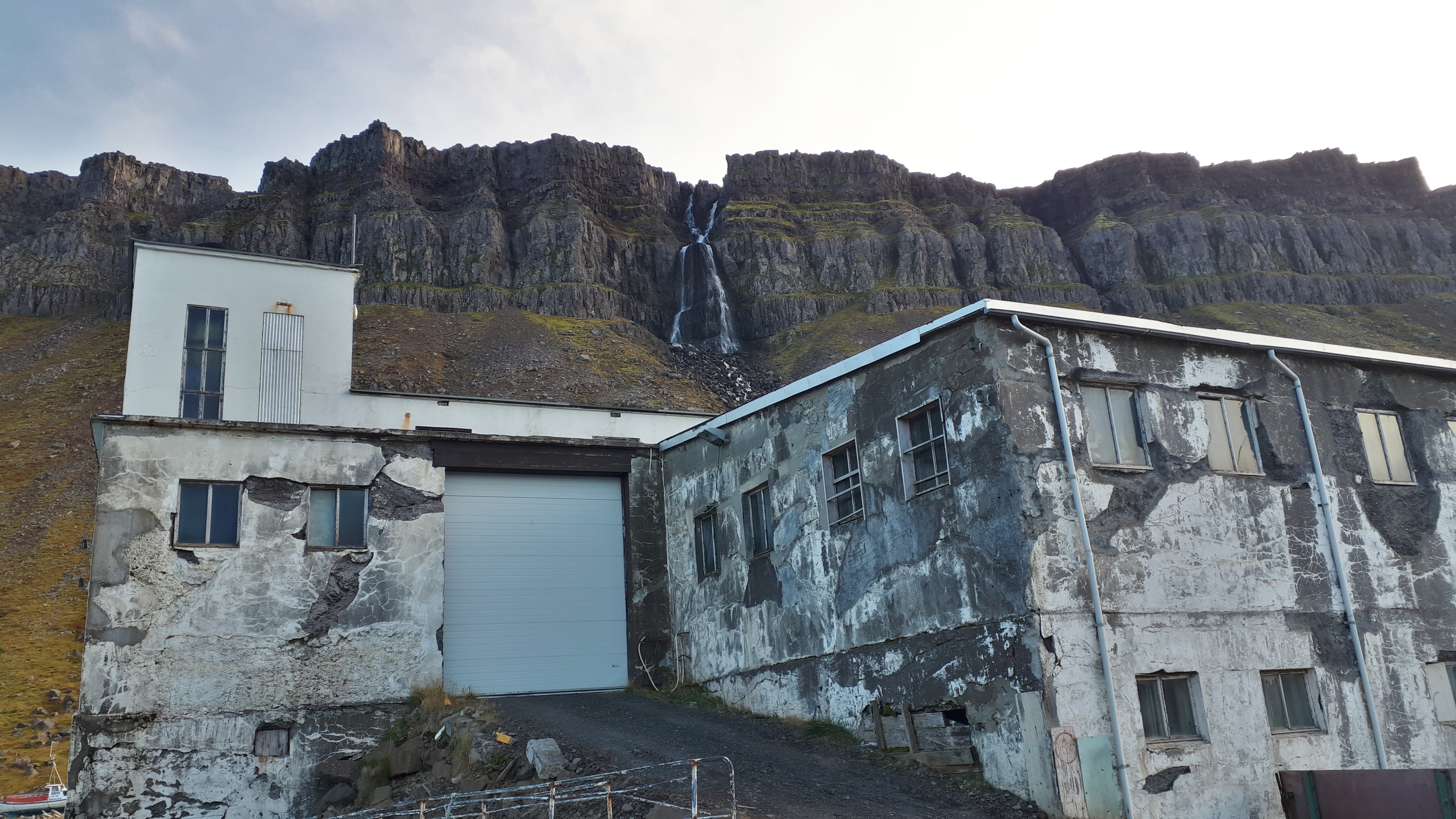
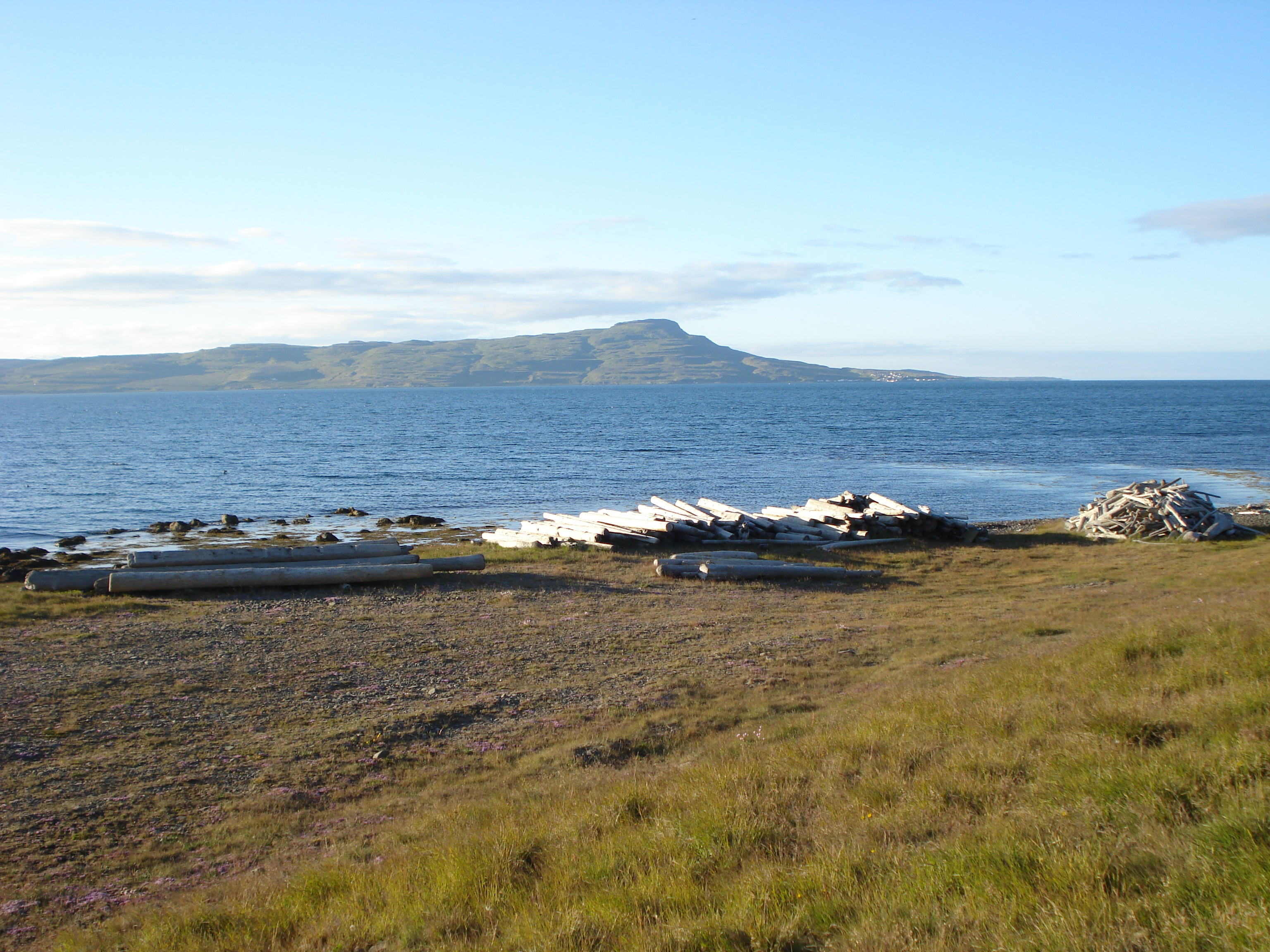
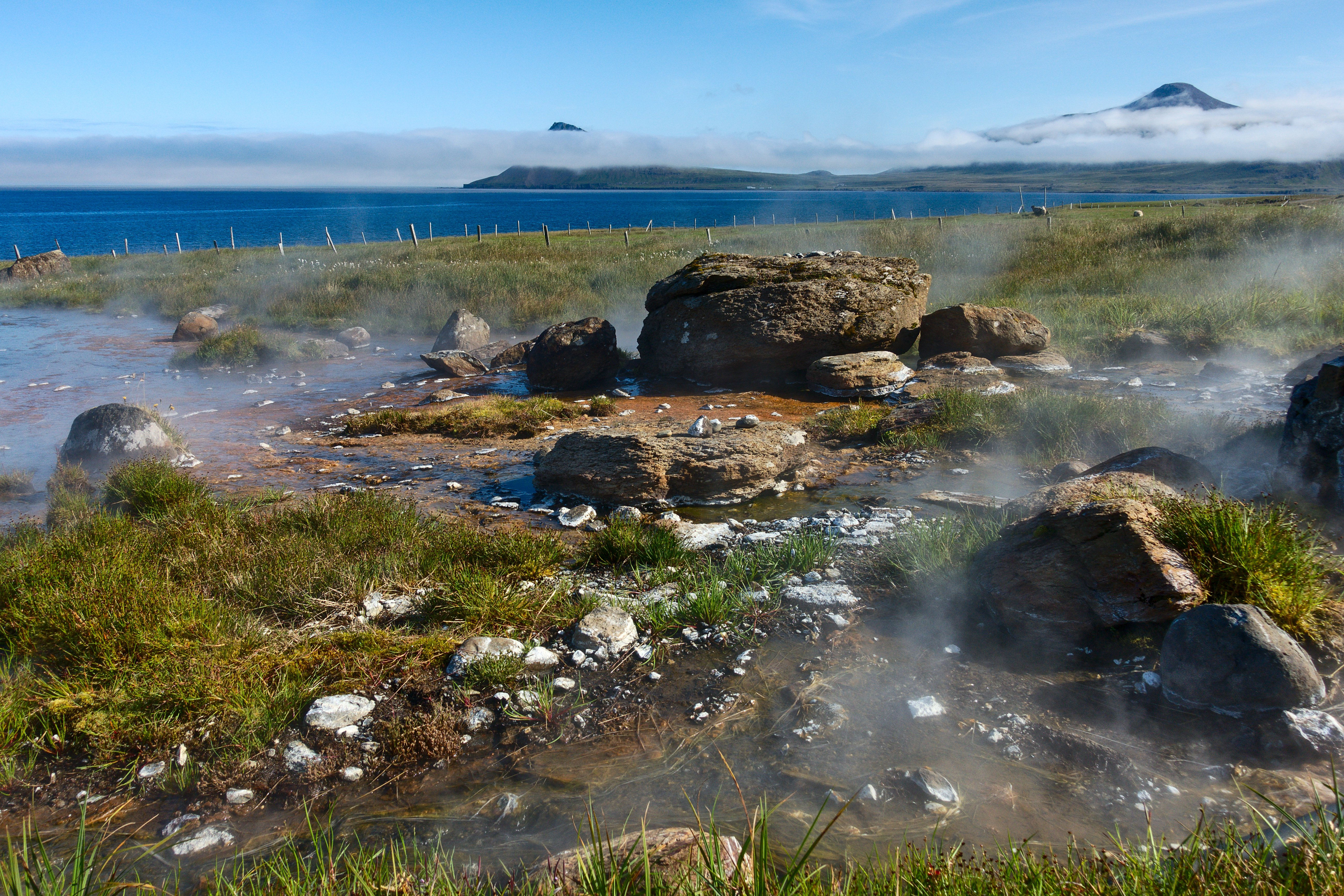
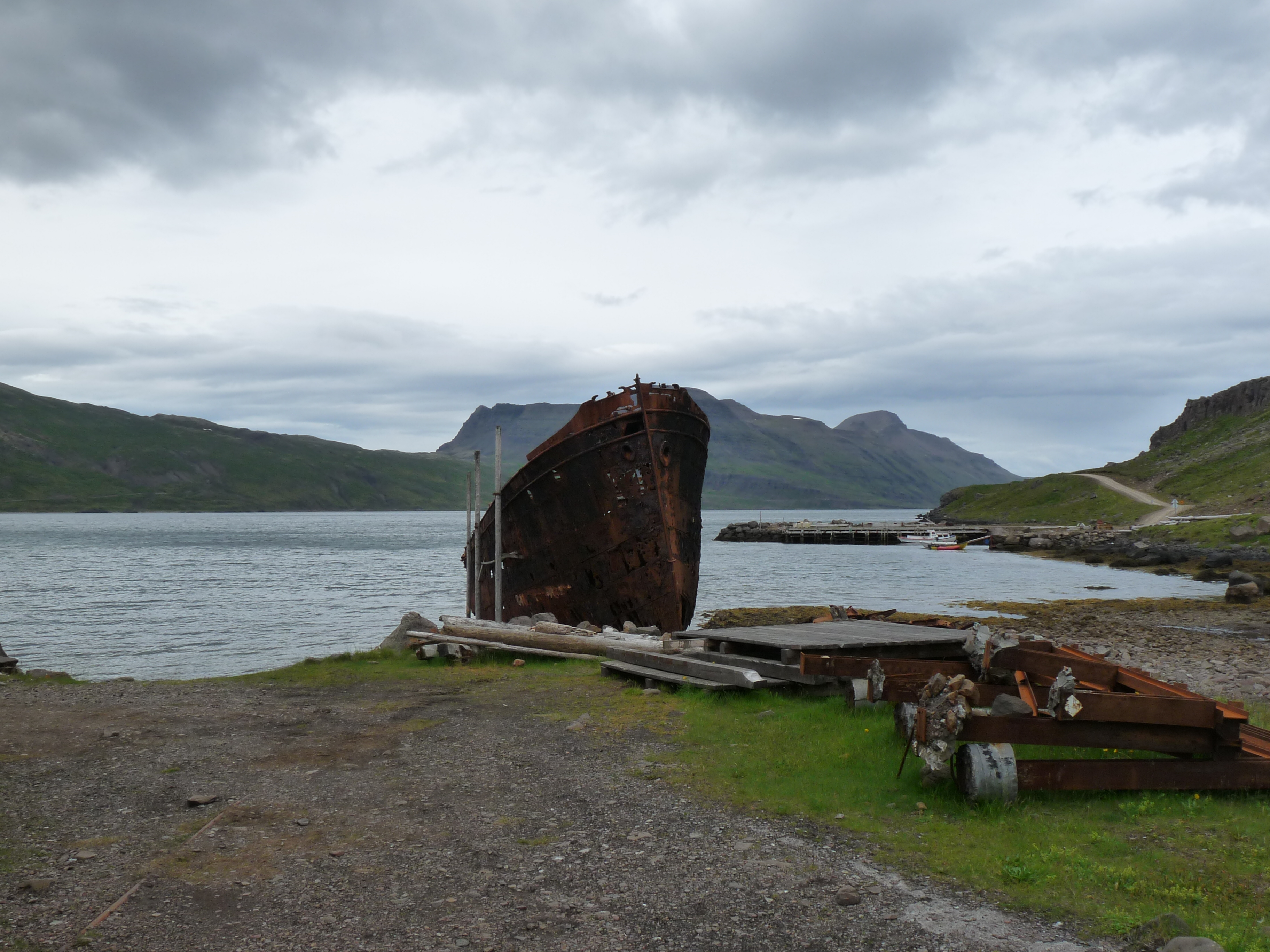
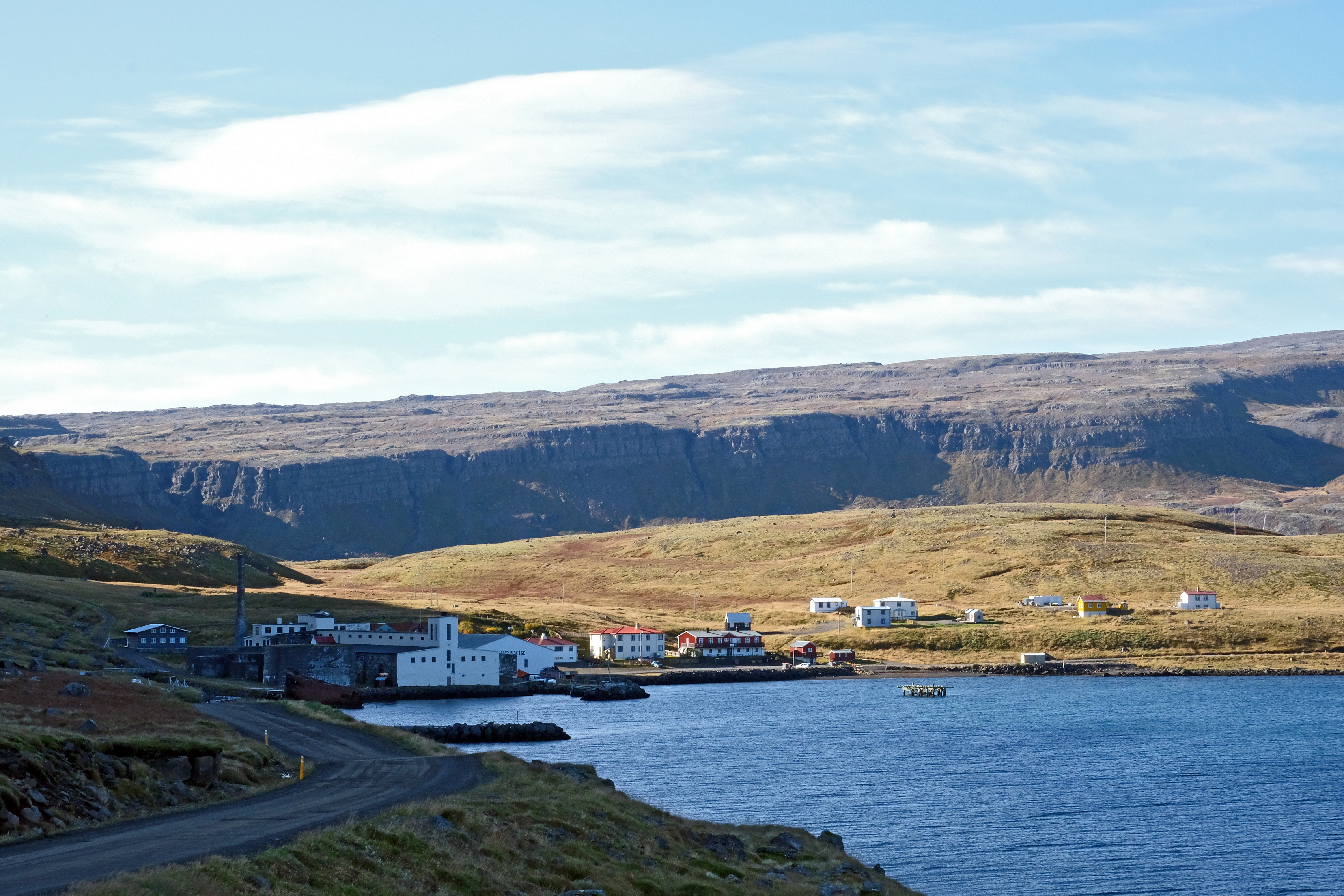